# Kenchenahalli, Chikmagalur
Kenchenahalli là một làng thuộc tehsil Chikmagalur, huyện Chikmagalur, bang Karnataka, Ấn Độ.